# I Could Have Danced All Night
«I Could Have Danced All Night» (в русской адаптации «Я танцевать хочу») — песня Фредерика Лоу на слова Алана Джея Лернера из их мюзикла «Моя прекрасная леди» (впервые поставленного на Бродвее в 1956 году).
В мюзикле эту песню исполняет главная героиня Элиза Дулитл. В песне она выражает своё состояние эйфории / радостного возбуждения после того, как нежданно станцевала со своим наставником профессором Генри Хиггинсом. Уже больше трёх часов ночи. В контрапункте песни две служанки и горничная уговаривают её пойти уже наконец спать, но Элиза их игнорирует.
Первой исполнительницей песни на сцене была Джули Эндрюс, игравшая Элизу Дулитл в оригинальной постановке мюзикла на Бродвее 1956 года.

## Признание
Песня «I Could Have Danced All Night» (в версии из вышедшего на экраны в 1964 году фильма «Моя прекрасная леди») находится на 17-м месте списка «100 лучших песен из американских фильмов», подготовленного Американским институтом киноискусства (AFI) в 2004 году. Главную героиню в фильме играет Одри Хепбёрн, песни записала за неё Марни Никсон.